# Guilford (Connecticut)
Guilford è un comune degli Stati Uniti d'America nella contea di New Haven, nello Stato del Connecticut. Confina con Madison, Branford, North Branford e Durham. Si trova tra la I-95 e la costa. La popolazione nel censimento del 2000 era di 21 398 abitanti. È stata nominata tra i 100 posti migliori in cui vivere negli Stati Uniti dalla rivista Money nel 2005.
Fondata nel 1639, Guilford è al terzo posto come numero di dimore storiche nel New England, con importanti edifici dei secoli XVII, XVIII e XIX. Si trovano in città cinque musei ricavati da case storiche compresa Dudley Farm, che ospita un mercato di agricoltori la domenica.
Per il tempo libero, la città offre due spiagge pubbliche, due yacht club privati (Sachem's Head Yacht Club e Guilford Yacht Club), un percorso di golf, molti percorsi per camminare o andare a cavallo. D'estate si svolgono concerti all'aperto e cerimonie di accensioni di alberi durante il periodo natalizio.

## Geografia fisica
Il territorio cittadino occupa 128,8 km². La costa rocciosa è stata paragonata a quella del Maine.

## Comunità principali di Guilford
- Guilford Center
- Leete's Island
- North Guilford
- Nut Plains
- Sachem's Head (ha preso il nome da tre capi Pequod catturati e decapitati dai Mohicani)
- Indian Cove

## Curiosità
- La pornostar Sammie Rhodes è originaria di Guilford.